# Villa Ravera
Villa Ravera es una finca ecléctica de Ivrea en Piamonte, Italia.

## Historia
La residencia fue construida en 1897 según el proyecto del ingeniero Baraggioli por encargo del doctor Federico Demaria, esposo de Angela Baratti, perteneciente a una destacada familia de pasteleros. La empresa Pilatone ejecutó los trabajos de construcción. El Corso Costantino Nigra, a lo largo del cual se levanta la villa, era en esa época una de las calles más interesadas por el desarrollo inmobiliario de la ciudad, tratándose de la carretera que conectaba, a través del puente Isabella, el centro histórico de Ivrea con su estación.
Durante la ocupación nazi-fascista del Norte de Italia, la villa albergó el cuartel general alemán de la ciudad. Sin embargo, la proximidad de la finca al puente ferroviario propició que los partisanos lo consiguieran volar,  interrumpiendo la línea de ferrocarriles entre Chivasso y Aosta.